# شيكار كابور
شيكار كابور (بالإنجليزية: Shekhar Kapur)‏ (و. 1945 – م) هو ممثل، ومخرج سينمائي، ومحاسب، ومدون، ومنتج أفلام، وعارض من الهند . ولد في لاهور .

## التعليم
تعلم في جامعة دلهي، وكلية سانت ستيفن ‏

## جوائز
حصل على جوائز منها:
- بادما شري
- جوائز فيلم فير.

## روابط خارجية
- شيكار كابور على موقع IMDb (الإنجليزية)
- شيكار كابور على موقع الموسوعة البريطانية (الإنجليزية)
- شيكار كابور على موقع مونزينجر (الألمانية)
- شيكار كابور على موقع ألو سيني (الفرنسية)
- شيكار كابور على موقع ميوزك برينز (الإنجليزية)
- شيكار كابور على موقع أول موفي (الإنجليزية)
- شيكار كابور على موقع قاعدة بيانات برودواي على الإنترنت (الإنجليزية)
- شيكار كابور على موقع قاعدة بيانات الأفلام السويدية (السويدية)
- شيكار كابور على موقع قاعدة بيانات الفيلم (الإنجليزية)
- شيكار كابور على موقع كينوبويسك (الروسية)